# Gnila
Gnila (en serbe cyrillique : Гнила) est un village de Serbie situé dans la municipalité de Tutin, district de Raška. Au recensement de 2011, il comptait 6 habitants.

## Démographie
| 1948 | 1953 | 1961 | 1971 | 1981 | 1991 | 2002 | 2011 |
| ---- | ---- | ---- | ---- | ---- | ---- | ---- | ---- |
| 35   | 39   | 47   | 35   | 34   | 13   | 14   | 6    |

|  |